# ليكي
ليكي (بالإنجليزية: Leakey, Texas)‏ هي مدينة تقع بولاية تكساس في شمال شرق الولايات المتحدة. تبلغ مساحة هذه المدينة 1.4 (كم²)، وترتفع عن سطح البحر 489 م، بلغ عدد سكانها 425 نسمة في عام 2010 حسب إحصاء مكتب تعداد الولايات المتحدة وتصل الكثافة السكانية فيها 273.48 نسمة/كم2.

## التركيبة السكانية
حدّد مكتب تعداد الولايات المتحدة بيانات التركيبة السكانية لليكي في تعداد الولايات المتحدة. في ما يلي، التركيبة السكانية حسب تعدادي 2000 و2010.

### تعداد عام 2000
بلغ عدد سكان ليكي 387 نسمة بحسب تعداد عام 2000، وبلغ عدد الأسر 169 أسرة وعدد العائلات 100 عائلة مقيمة في المدينة. في حين سجلت الكثافة السكانية 266.9 نسمة لكل كيلومتر مربع (691.3/ميل2). وبلغ عدد الوحدات السكنية 211 وحدة بمتوسط كثافة قدره 145.5 لكل كيلومتر مربع (376.8/ميل2).
وتوزع التركيب العرقي للمدينة بنسبة 92.51% من البيض و0.52% من الأمريكيين الأفارقة و1.03% من الأمريكيين الأصليين و5.94% من الأعراق الأخرى و22.74% من الهسبانيون أو اللاتينيون من أي عرق.
بلغ عدد الأسر 169 أسرة كانت نسبة 28.4% منها لديها أطفال تحت سن الثامنة عشر تعيش معهم، وبلغت نسبة الأزواج القاطنين مع بعضهم البعض 43.2% من أصل المجموع الكلي للأسر، ونسبة 11.2% من الأسر كان لديها معيلات من الإناث دون وجود شريك،  بينما كانت نسبة 4.7% من الأسر لديها معيلون من الذكور دون وجود شريكة وكانت نسبة 40.8% من غير العائلات. تألفت نسبة 39.1% من أصل جميع الأسر من عدة أفراد يعيشون في نفس المنزل ونسبة 23.7% كانت تتألف من شخص يعيش بمفرده يبلغ من العمر 65 عاماً أو أكثر. وبلغ متوسط حجم الأسرة المعيشية 2.29، أما متوسط حجم العائلات فبلغ 3.02.
بلغ العمر الوسطي للسكان 40.4 عاماً. وكانت نسبة 25.6% من القاطنين تحت سن الثامنة عشر، وكانت نسبة 8.8% بين الثامنة عشر والرابعة والعشرين عاماً، ونسبة 21.2% كانت واقعةً في الفئة العمرية ما بين الخامسة والعشرين والرابعة والأربعين عاماً، ونسبة 24.3% كانت ما بين الخامسة والأربعين والرابعة والستين، ونسبة 20.2% كانت ضمن فئة الخامسة والستين عاماً فما فوق. يوجد لكل 100 أنثى 84.3 ذكر، ويوجد لكل 100 أنثى في الثامنة عشر من عمرها فما فوق 83.4 ذكر.
بلغ متوسط دخل الأسرة في المدينة 22,019 دولارًا، أما متوسط دخل العائلة فبلغ 25,417 دولارًا. وكان متوسط دخل الذكور 17,500 دولارًا مقابل 18,750 دولارًا للإناث. وسجل دخل الفرد الخاص بالمدينة 11,511 دولارًا. وكانت نسبة 9.8% من العائلات ونسبة 19% من السكان تحت خط الفقر، وكان من هؤلاء نسبة 25.6% تحت سن الثامنة عشر ونسبة 19% في الخامسة والستين من العمر وما فوق.

## معرض صور

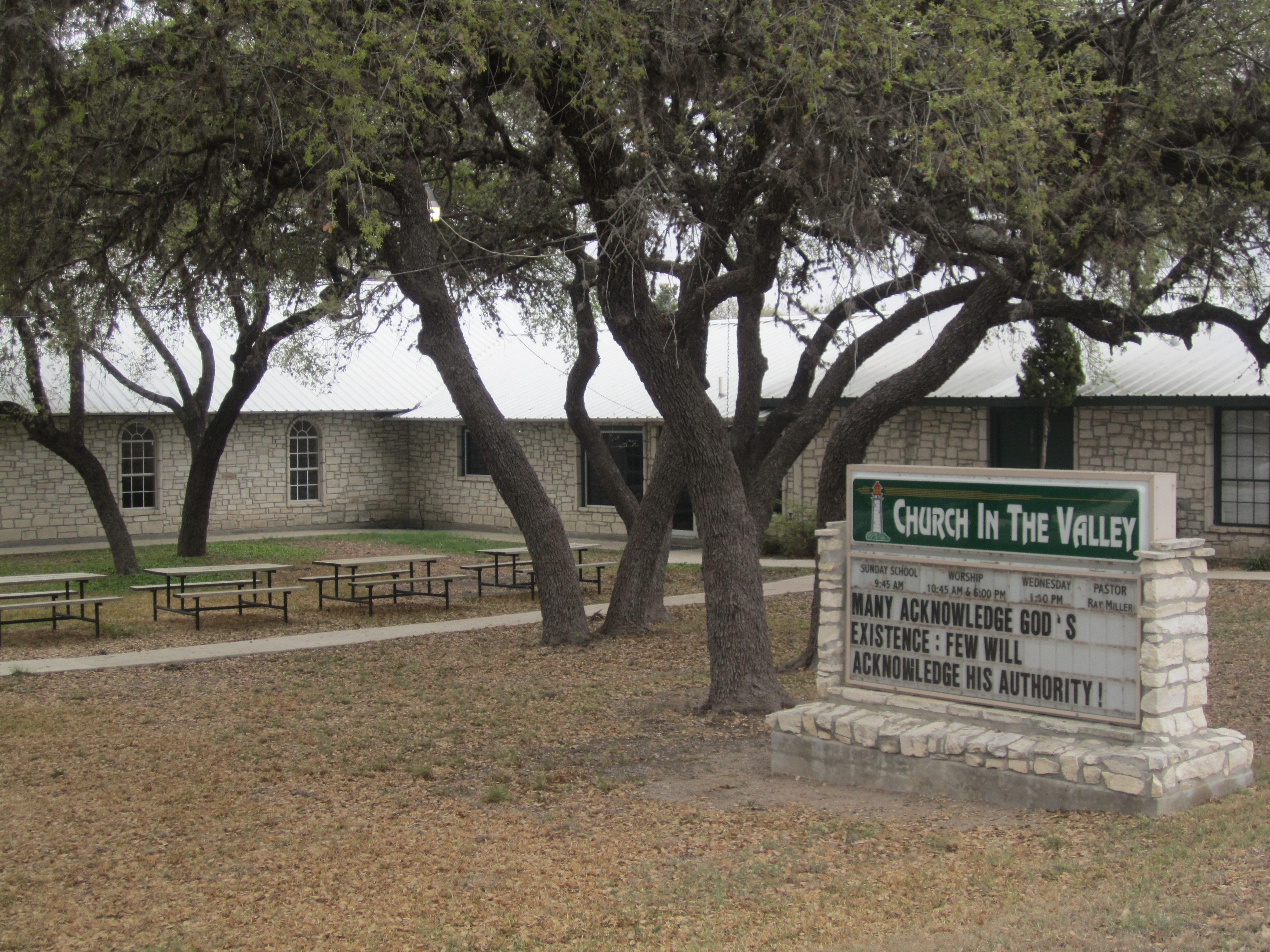
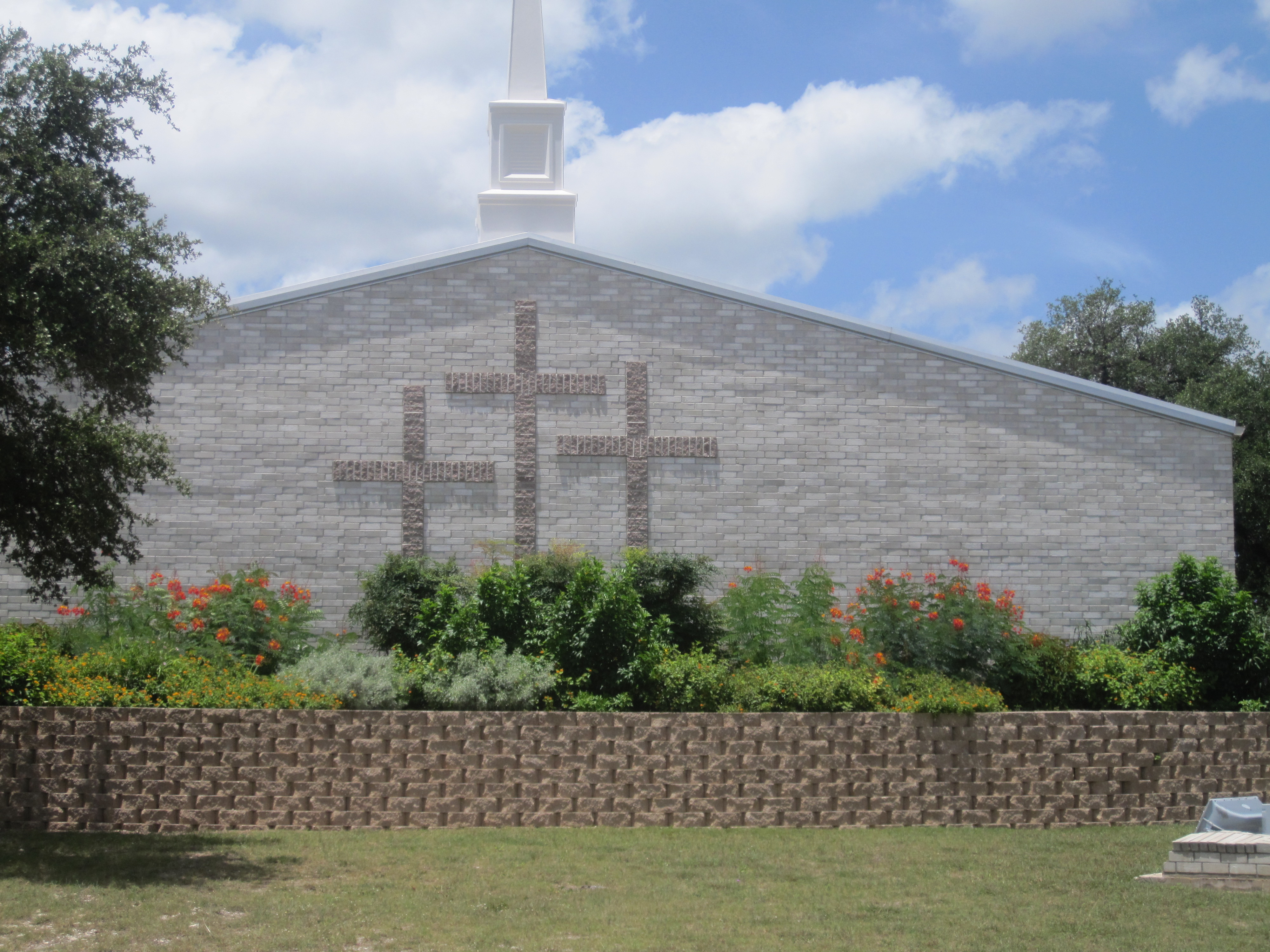
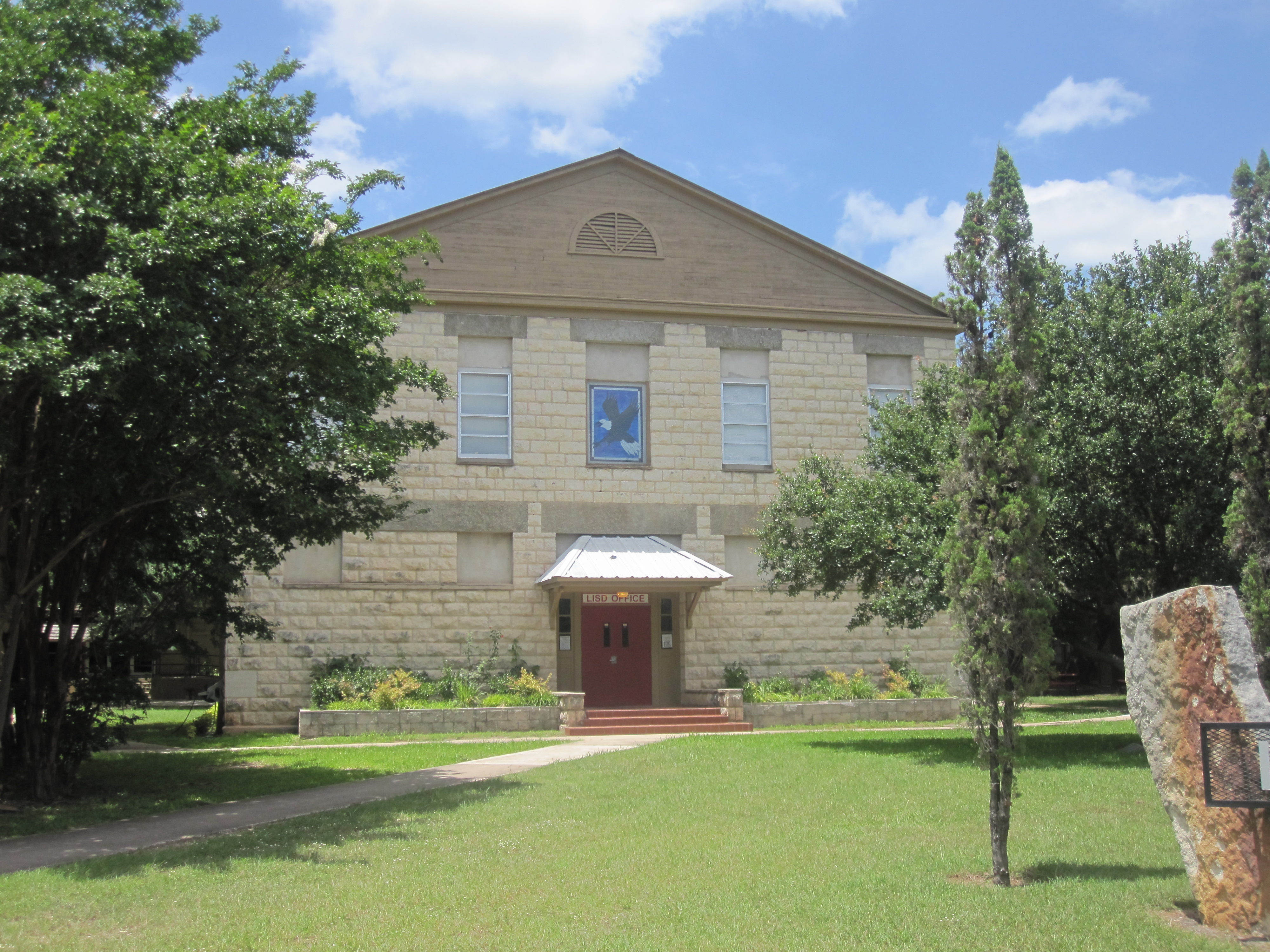
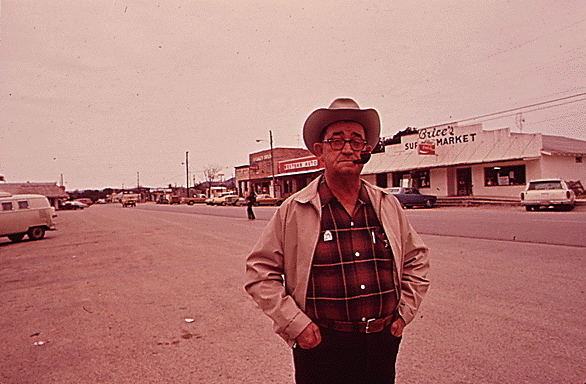
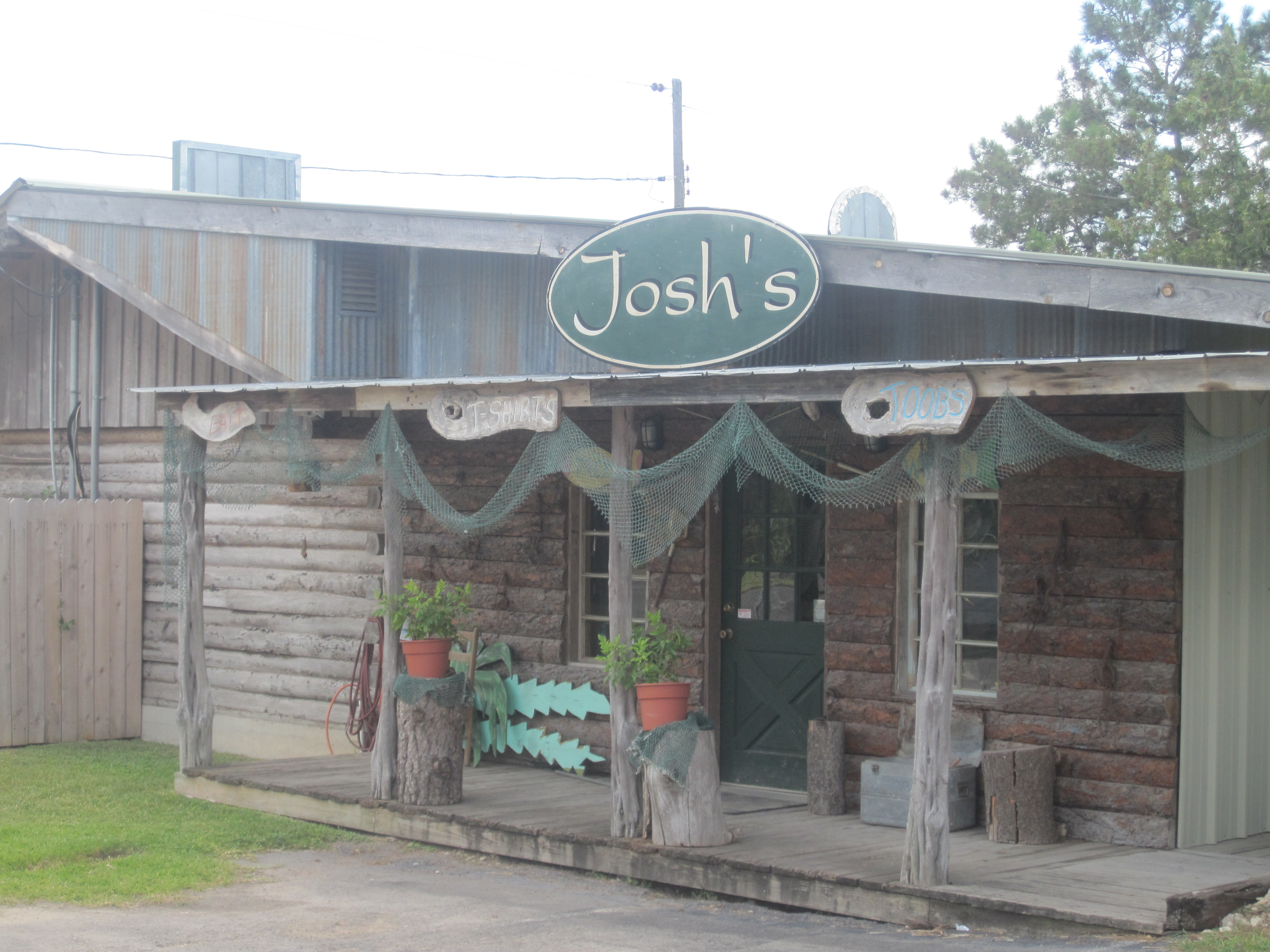

### تعداد عام 2010
بلغ عدد سكان ليكي 425 نسمة بحسب تعداد عام 2010، وبلغ عدد الأسر 174 أسرة وعدد العائلات 115 عائلة مقيمة في المدينة. في حين سجلت الكثافة السكانية 293.1 نسمة لكل كيلومتر مربع (759.1/ميل2). وبلغ عدد الوحدات السكنية 237 وحدة بمتوسط كثافة قدره 163.4 لكل كيلومتر مربع (423.2/ميل2).
وتوزع التركيب العرقي للمدينة بنسبة 91.53% من البيض و0.47% من الأمريكيين الأفارقة و2.12% من الأمريكيين الأصليين و3.29% من الأعراق الأخرى و2.59% من عرقين مختلطين أو أكثر و26.35% من الهسبانيون أو اللاتينيون من أي عرق.
بلغ عدد الأسر 174 أسرة كانت نسبة 33.3% منها لديها أطفال تحت سن الثامنة عشر تعيش معهم، وبلغت نسبة الأزواج القاطنين مع بعضهم البعض 54% من أصل المجموع الكلي للأسر، ونسبة 8.6% من الأسر كان لديها معيلات من الإناث دون وجود شريك،  بينما كانت نسبة 3.4% من الأسر لديها معيلون من الذكور دون وجود شريكة وكانت نسبة 33.9% من غير العائلات. تألفت نسبة 30.5% من أصل جميع الأسر من عدة أفراد يعيشون في نفس المنزل ونسبة 10.3% كانت تتألف من شخص يعيش بمفرده يبلغ من العمر 65 عاماً أو أكثر. وبلغ متوسط حجم الأسرة المعيشية 2.44، أما متوسط حجم العائلات فبلغ 2.97.
بلغ العمر الوسطي للسكان 41.1 عاماً. وكانت نسبة 23.8% من القاطنين تحت سن الثامنة عشر، وكانت نسبة 8.2% بين الثامنة عشر والرابعة والعشرين عاماً، ونسبة 23.5% كانت واقعةً في الفئة العمرية ما بين الخامسة والعشرين والرابعة والأربعين عاماً، ونسبة 26.6% كانت ما بين الخامسة والأربعين والرابعة والستين، ونسبة 17.9% كانت ضمن فئة الخامسة والستين عاماً فما فوق. وتوزع التركيب الجنسي للسكان بنسبة 47.5% ذكور و52.5% إناث.

## وصلات خارجية
- The US50 - Cities and Towns in Texas State